# Garoto (músico)
Aníbal Augusto Sardinha, conhecido como Garoto (São Paulo, 28 de junho de 1915 — Rio de Janeiro, 3 de maio de 1955), foi um compositor e violonista brasileiro.

## Biografia
Filho do casal de imigrantes portugueses Antônio Augusto Sardinha e Adosinda dos Anjos. Além de violonista, Garoto foi um músico multi-instrumentista, dominando também o banjo, cavaquinho, bandolim, violão tenor, guitarra elétrica, havaiana, portuguesa, além de compor e fazer arranjos para estes instrumentos.

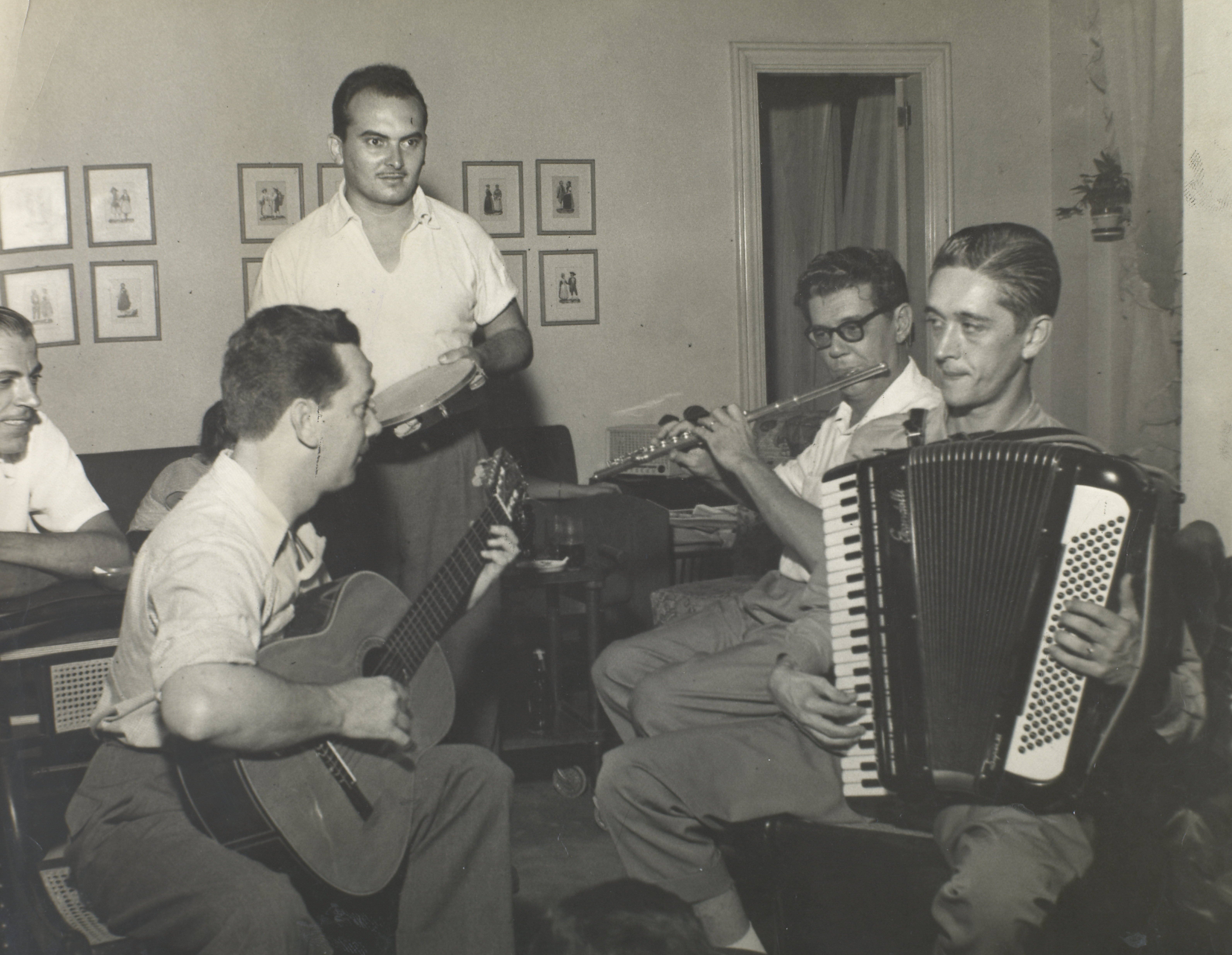
Garoto, Radamés Gnatalli, Chiquinho e Billy Blanco, 1955. Arquivo Nacional.

Foi um dos maiores violonistas brasileiros de todos os tempos, sendo influência para músicos do calibre de Carlos Lyra, João Gilberto, Raphael Rabello, Dino 7 Cordas, Baden Powell.
Começou a carreira bastante cedo, com apenas 11 anos de idade, o que lhe rendeu o apelido de "O Moleque do Banjo" e posteriormente Garoto. No final de 1952, a partir do programa "Música em Surdina", da Rádio Nacional, o diretor musical Paulo Tapajós formou com Fafá, Garoto e Chiquinho do Acordeom o Trio Surdina. Gravou com artistas do calibre de Carmen Miranda, Dorival Caymmi, Ary Barroso.
Garoto passou a carreira entre estúdios de rádio do Rio de Janeiro e de São Paulo, e esteve por algum tempo com o Bando da Lua, nos Estados Unidos, nos anos 40. Mesmo assim, não conseguiu firmar-se lá. Vivendo sempre uma vida semifamélica, só ficou realmente famoso e conseguiu bastante dinheiro como compositor em 1954. Naquele ano, ganhou um concurso da Prefeitura de São Paulo, que queria uma música para o IV Centenário da Cidade. 
A vencedora foi o seu dobrado "São Paulo Quatrocentão", sua e de Chiquinho do Acordeon. O disco vendeu centenas de milhares de cópias, atingindo a marca de 700 mil exemplares vendidos. Contudo, como instrumentista, Aníbal recebeu, como era comum na época, apenas o dinheiro pela gravação, e não pelo copyright do disco.
Faleceu em 1955 de ataque cardíaco quando planejava uma excursão à Europa.

## Discografia
- (1955) A abelha e a borboleta/João Viola • Odeon • 78
- (1955) Valsa do adeus/Mazurka • Odeon • 78
- (1955) Garoto revive em alta fidelidade • Odeon • LP
- (1954) Baião paulista/Romântico • Odeon • 78
- (1954) Sob o céu de Paris/Oh! • Odeon • 78
- (1954) Arucaia(com Joel de almeida)/Príncipe • Odeon • 78
- (1954) Baile da Camacha/Corridinho 1951 • Odeon • 78
- (1954) O sino da capelinha/Polquinha sapeca • Odeon • 78
- (1953) Xaxadinho/Cavaquinho boogie • Odeon • 78
- (1953) Cuco/Chegou a hora • Odeon • 78
- (1953) Luzes da ribalta/Le Lac de come • odeon • 78
- (1953) São Paulo quatrocentão/Baião rouxinol • Odeon • 78
- (1952) Artigo do dia/Guanabara • Odeon • 78
- (1952) Baião caçula/Perigoso • Odeon • 78
- (1952) Um baile em Catumbi/Sempre • Odeon • 78
- (1952) Vamos acabar com o baile/Paulistinha dengosa • Odeon • 78
- (1952) Kalú/Melancolie • Odeon • 78
- (1951) Abismo de rosas/Tristeza de um violão • Odeon • 78
- (1951) Meu coração/Triste alegria • Odeon • 78
- (1951) Errei, sim/Famoso • Odeon • 78
- (1950) Arranca toco/Desvairada • Odeon • 78
- (1950) Dinorá/Beira-mar • Odeon • 78
- (1949) 1 x 0/Língua de preto • Odeon • 78
- (1949) Puxa-puxa/Caramelo • Continental • 78
- (1946) Sonhador/Celestial • Continental • 78
- (1946) Ameno Resedá/Meu cavaquinho • Continental • 78
- (1944) Rato rato/Fala, bandolim! • Victor • 78
- (1944) Dor de um coração/Os patinadores • Victor • 78
- (1943) Amor-Cielito lindo/Jalousie • Victor • 78
- (1943) Tico-tico no fubá/Carinhoso • Victor • 78
- (1943) Un peu d'amour/Amoreuse • Victor • 78
- (1942) Abismo de rosas/Quanto dói uma saudade • Odeon • 78
- (1942) Maria Helena/Amoroso • Victor • 78
- (1941) Compromisso para as dez/Ingratidão • Victor • 78
- (1939) Dá-me tuas mãos/Música maestro por favor • Victor • 78
- (1937) Sobre o mar/Quinze de julho • Columbia • 78
- (1936) Moreninha/Dolente • Columbia • 78
- (1930) Bichinho-de-queijo/Driblando • Parlaphon • 78